# NGC 2653
NGC 2653 – gwiazda podwójna znajdująca się w gwiazdozbiorze Żyrafy. Zaobserwował ją Wilhelm Tempel 18 sierpnia 1882 roku i skatalogował jako obiekt typu mgławicowego.